# Anders Sundstrup
Anders Peter Sundstrup (Kopenhagen, 17 juli 1961) is een voormalig Deens voetballer en huidig voetbalcoach.
Sundstrup begon zijn loopbaan als aanvaller in 1979 bij BK Frem en speelde hierna voor Brøndby IF. In 1982 kwam hij naar Nederland en ging hij voor AZ spelen. Hiermee was hij de eerste speler van Brøndby die naar het buitenland ging. Van januari tot juli 1985 werd hij door AZ aan Telstar verhuurd. Hierna ging hij terug naar Brøndby om daarna in het seizoen 1986/87 in Frankrijk bij FC Sochaux te spelen. Tussen 1987 en 1990 speelde hij bij Aalborg BK om daarna bij Frem terug te keren. In 1995 besloot hij zijn loopbaan bij Køge BK. Hij kwam driemaal uit voor Denemarken onder 17.
Sundstrup werd trainer en was coach van Skælskør B&I (2000/01), FK Prespa (2002) en Greve Fodbold (2010/11).